# Marcel Țenter
Marcel Dan Țenter (* 26. Juli 1969 in Satu Mare) ist ein rumänischer Basketballtrainer und ehemaliger -spieler.

## Werdegang

### Spieler
Țenter war von 1987 bis 1990 Mitglied von CSU Sibiu, ab 1990 spielte er für CS Universitatea Mobitelco Cluj-Napoca. Der 1,84 Meter große Aufbauspieler trat mit der Mannschaft mehrmals in Europapokalwettbewerben an. 1996 wechselte er zu Szolnoki Olaj KK nach Ungarn.
In der Saison 2000/01 bestritt er 14 Spiele für Bamberg in der Basketball-Bundesliga und brachte es auf Mittelwerte von 8,7 Punkten und 2,4 Vorlagen je Begegnung. 2001 wechselte er zum deutschen Zweitligisten Falke Nürnberg, für den er zunächst bis 2003 auflief.
Țenter ging zu Maccabi Aschdod nach Israel, bei der Mannschaft war er im Spieljahr 2003/04 beschäftigt. Hernach kehrte der Rumäne nach Nürnberg zurück, für die Franken spielte er wieder in der 2. Basketball-Bundesliga, 2005 stieg er mit ihnen in die Bundesliga auf. In der höchsten deutschen Spielklasse war er ebenfalls Mitglied der Nürnberger Mannschaft, Țenter wurde 2005/06 in 15 Bundesliga-Partien eingesetzt (4,1 Punkte, 2,6 Vorlagen/Spiel). Zwei Mittelfußbrüche verhinderten weitere Bundesliga-Einsätze während der Saison 2005/06. Der Klassenerhalt wurde verpasst, der Rumäne blieb den Nürnbergern in der zweiten Liga bis 2006 treu.

### Nationalmannschaft
Țenter nahm 1990 an der Junioren- und 1992 an der U22-Europameisterschaft teil. 1990 wurde er mit Rumänien Vierter und fuhr 1991 zur Junioren-Weltmeisterschaft. Er war ebenfalls Mitglied von Rumäniens Herrennationalmannschaft, Țenter bestritt mehr als 100 Länderspiele.

### Trainer
Zu Beginn seiner Trainerlaufbahn war er ab 2006 Trainer der zweiten Mannschaft von Universitatea Mobitelco Cluj-Napoca sowie Co-Trainer der ersten Mannschaft. 2009 stieg er zum Cheftrainer auf. Dieses Amt übte er drei Jahre aus, 2011 führte Țenter Cluj zum Gewinn des rumänischen Meistertitels. Ab 2012 betreute er Gaz Métan Médiaș als Cheftrainer, 2013 wurde er zusätzlich rumänischer Nationaltrainer. In Cluj war er bis 2016 als Trainer tätig. Nationaltrainer war er bis 2017, im Oktober 2019 trat er beim rumänischen Basketballverband die Stelle als Leiter des Leistungsförderprogramms an. Im selben Jahr übernahm er auch die Leitung der Trainerausbildung des Verbands.